# Agnózia
Agnózia (görög eredetű szó, jelentése: „tudás nélküli, ismeret nélküli”) az észlelési rendszer zavara: általában modalitás-specifikus felismerési nehézséget jelent. Tárgyak, szimbólumok, hangok és egyéb érzetek felismerési zavara jól működő szenzoros funkciók mellett. Az elnevezést először Sigmund Freud használta az 1891-es, afáziáról szóló neuropszichológiai munkájában.

## Idegrendszeri háttér
Az agnóziák idegrendszeri háttere igen sokszínű lehet, hiszen mindegyik típus más és más organikus agykárosodás következménye. Mivel a sérülések összetettek, több területet szoktak érinteni, ezért az esetek igen nagy részében egyszerre többféle felismerési zavart okoznak, így nehéz elkülöníteni, hogy pontosan milyen idegrendszeri károsodás áll az egy-egy típus hátterében.

## Diagnosztizálása
Az egyes típusok diagnosztizálása máig sem egységes; egy-egy adott tesztben két színagnóziás beteg is teljesíthet teljesen különböző módon, annak ellenére, hogy ugyanazt a tünetet mutatják. Mivel az agnóziák tisztán (azaz önálló, egyedüli deficitként) nagyon ritkán fordulnak elő, ezért nehéz megtalálni a megfelelő tesztet, amely tipikusan csak egyféle agnóziát mér. Ennek ellenére néhány tesztet sikerült kialakítani az egyes típusok mértékének mérésére. Vizuális agnóziák esetén rajzolási feladatokat adnak a betegnek, melyben egy-egy ábrát kell lemásolnia, emlékezetből kell lerajzolnia egy helyet, tárgyat, arcot, stb., olvasnia kell szöveget, képek alapján kell felismernie arcokat, tárgyakat, stb.. Hallási agnóziák esetén a tesztekben hangokat kell elkülöníteniük, felismerniük; tapintási agnóziák esetében pedig a teszteket a tapintási érzékeléses feladatokra alapozzák.

## Kezelése
Mivel az agnóziák sérülések következményei, ezért ezeket a deficiteket kezeléssel megszüntetni nem lehet, csak a különböző képességek kiesését kompenzálni tudják, illetve a beteget megtanítani, hogyan éljen együtt ennek a képességének a hiányával, hogy pótolja azokat más képességek fejlesztésével. Például egy prozopagnóziás beteget meg lehet tanítani arra, hogy a rokonait, barátait, ismerőseit ne az arcuk alapján ismerje fel, hanem a hangjuk, mozgásuk, cselekvésük alapján.

## Csoportosítása

### Látási (vizuális) agnóziák
A látás utján történő megismerés zavara. A beteg a látott tárgyat nem ismeri fel, nem tudja megnevezni. 
látási tárgyagnózia
a, apperceptív
b, asszociatív vizuális 
c, tárgymegnevezési
Prozóagnózia - arcfelismerés képességének elvesztése
Szimultán látási agnózia - kép egyes részeit felismeri, de az egészet nem látja
Téragnózia - téri tájékozódás zavara
Színagnózia - színek megkülönböztetésének zavara, ép színlátás
Verbális vizuális agnózia- betűalakok, szóalakok, számjegyek felismerésének zavara

#### Tárgyfelismerési zavarok
A betegben a tárgyak felismeréséért felelős területek sérültek. A sérülés kategória-specifikus is lehet. Két fajtáját ismerjük. Apperceptív agnózia: a látott tárgy tárgyi jellegeiből egésszé való kialakítási képtelenség, azaz a beteg meg tudja nevezni a tárgy jellegzetes vonásait, de nem tudja az egész tárgy képét felismerni. Extrastriatális területek sérülése okozza. Asszociatív agnózia: a beteg a látott objektumnak jelentésbeli tudáshoz való hozzáférési zavara: az észlelési rendszer és a szemantikus memória összekapcsolásának a problémája. Ezt a fajtáját az agnóziáknak occipitális és temporális lebeny határánál található területek sérülése okozza.

#### Arcfelismerési zavar (prozopagnózia)
A beteg nem tudja felismerni az ismerősök arcait, se az új arcok felismerését nem tudja megtanulni. Több típusú agnóziával jár együtt: színagnózia, szimultán agnózia, topografikus agnózia. Kétoldali occipitális lebeny-sérülés okozza.

#### Színagnózia
A beteg nem tudja a színeket az ismert tárgyakkal asszociálni, azaz nem tudja összekötni például a sárgát a citrommal. Gyrus angularis-sérülés következménye.

#### Mozgásvakság (akinetopszia)
A mozgásészlelés teljes elvesztése, a beteg számára az észlelés mozaikszerű lesz. Temporális lebeny (V5) felelős a mozgásészlelésért, azért ennek a területnek a sérülése okozza ezt a zavart.

#### Szimultánagnózia
Két tárgy azonos idejű felismerésének a zavara. Kétoldali occipitotemporális területek sérülése okozza. Két fajtája van: ventrális eredetű szimultánagnózia és dorzális eredetű szimultánagnózia. Ventrális eredetű szimultánagnózia: a betegnek több tárgy, azaz például a környezet együttes észlelése okoz gondot, egyszerűbb tárgyakat viszont felismer. Ennek során a MI-rendszer sérül. Dorzális eredetű szimultánagnózia: a beteg a figyelemváltás zavarából eredendően nem tud egyszerre több tárgyra figyelni. A HOL-rendszer sérülésének következménye.

#### Alexia
Szavak felismerésének zavara. Nem minden irodalom sorolja az agnóziák közé. Több típusa van. Tiszta alexia (kibetűzéses dyslexia): a beteg csak betűről betűre tud olvasni, de azok nem állnak össze szavakká, általában tárgyagnóziával és prozopagnóziával társul. Egyoldali gyrus angularis-sérülés következménye. Felszíni alexia (surface alexia): a beteg nem jut el az olvasott formától a jelentésig, így tud olvasni, de azt nem érti meg.

#### Topografikus agnózia
A beteg nem ismeri fel a tárgyak egymáshoz viszonyított térbeli elhelyezkedését a környezetben vagy akár térképen. Egyoldali temporoparietális terület-sérülés miatt kialakuló észlelési zavar.

#### Formaagnózia
A beteg forma-diszkriminációjának a sérülése. Egyoldali parietális lebeny sérülése miatt lép fel.

#### Integrációs agnózia
A beteg a tárgy részeit meg tudja nevezni, de a teljes tárgyat nem. Occipitális lebeny-sérülés miatt alakul ki.

#### Transzformációs agnózia
A beteg képes a tárgyak prototipikus (legjellemzőbb) nézeteinek azonosítására, de jellemző jegyeinek takarása esetén már nem ismeri fel őket.

#### Vizuális anoszognózia (Anton szindróma)
A beteg tagadja, hogy vak, amikor járni próbál, beleütközik a tárgyakba. Kétoldali occipitális lebeny sérülése okozza.

### Hallási (auditoros) agnóziák

#### Verbális auditoros agnózia (tiszta szósüketség)
A beteg nem érti meg a szavakat, de egyéb non-verbális hangokat felismer; általában a Wernicke afáziával jár együtt. Kétoldali temporális lebeny sérülése miatt lép fel.

#### Nem-verbális auditoros agnózia
A nem verbális hangok (ajtónyikorgás, madárcsicsergés) észlelésének zavara. Egyoldali temporális lebeny sérülésének következménye.

#### Kevert auditoros agnózia
A verbális, és a nem-verbális hangok észlelésének zavara. Temporális lebeny-sérülés miatt alakul ki.

#### Amúzia (amusia, zenei agnózia)
A beteg számára az ismert dallamok felismerése sérül. Jobb temporális lebeny sérülése okozza.

#### Fonagnózia
A beteg elveszíti az ismerősök hangjának a felismerési képességét, habár a kimondott szavakat érti. Egyoldali parietális lebeny sérülés miatt lép fel ez a zavar.

### Tapintási agnóziák (taktilis, szomatoszenzoros agnózia, astereognosis)

#### Ujjagnózia
A beteg nem tudja az ujjait felismerni, vagy megkülönböztetni egymástól, a Gerstmann szindróma egyik tünete.

#### Unilaterális aszomatognózia (Anton-Babinski szindróma)
A beteg érzéketlen a testének az egyik felére, nem ismeri fel, hogy végtagjai bénultak (anosognosia). Egyoldali parietális lebeny-sérülés miatt alakul ki.

#### Bilaterális aszomatognózia (Gerstmann szindróma)
A beteg nem ismeri fel testének a jobb és bal oldalát, további jellemző tünetek: ujjagnózia, akalkulia, agráfia, ritkább esetkben ezekhez társul még alexia, betegben nem tudatosuló látótér kiesés. Egyoldali domináns parietális lebeny-sérülés okozza.

### Olfaktoros (szaglási agnózia)
A szagok elsődleges észlelésének zavara: a beteg nem tudja felismerni a szagokat, illatokat, nem tudja megállapítani azok intenzitását, erősségét vagy nem tud adaptálódni hozzájuk. Egyoldali frontális és temporális lebeny-sérülés okozza.

## Agnózia mint tünet
Egyéb betegségek, ahol az agnózia tünetként szerepelhet:
Az Alzheimer kórban és egyéb dementiákban leggyakrabban vizuális agnóziák fordulnak elő, főleg prozopagnózia, tárgyagnózia. A Bálint szindróma fő tünete a dorzális szimultánagnózia (szubitizáció). A Gerstmann szindrómát némelyik irodalom az agnóziák közé sorolja, pontosabban bilaterális aszomatognóziának hívja annak ellenére, hogy négy tünete közül csak az egyik agnózia (ujjagnózia).